# Halowe Mistrzostwa Świata w Lekkoatletyce 1991 – bieg na 400 m mężczyzn
Bieg na 400 m mężczyzn – jedna z konkurencji rozgrywanych podczas halowych mistrzostw świata w lekkoatletyce w 1991. Eliminacje odbyły się 8 marca, półfinały miały miejsce 9 marca, finał zaś został rozegrany 10 marca.
Do eliminacji zgłoszonych zostało 24 zawodników z 16 państw.
Zawody w tej konkurencji wygrał reprezentant Jamajki Devon Morris. Drugą pozycję zajął zawodnik z Kenii Samson Kitur, trzecią zaś reprezentujący Hiszpanię Cayetano Cornet.

## Wyniki

### Eliminacje
Źródło: 
Bieg 1
| Miejsce | Zawodnik           | Państwo           | Wynik | Uwagi |
| ------- | ------------------ | ----------------- | ----- | ----- |
| 1.      | Ian Morris         | Trynidad i Tobago | 47,03 |       |
| 2.      | Cayetano Cornet    | Hiszpania         | 47,11 |       |
| 3.      | Paul Greene        | Australia         | 47,67 |       |
| 4.      | Christopher Nibilo | Tanzania          | 48,40 | NR    |
| 5.      | Benyounés Lahlou   | Maroko            | 48,94 |       |
| –       | Ali Faudet         | Czad              | DNS   |       |

Bieg 2
| Miejsce | Zawodnik           | Państwo           | Wynik | Uwagi |
| ------- | ------------------ | ----------------- | ----- | ----- |
| 1.      | Samson Kitur       | Kenia             | 47,04 |       |
| 2.      | Howard Burnett     | Jamajka           | 47,11 |       |
| 3.      | Raymond Pierre     | Stany Zjednoczone | 47,18 |       |
| 4.      | Christian Boda     | Mauritius         | 49,47 |       |
| 5.      | Julio Caballero    | Paragwaj          | 50,95 | NR    |
| –       | Dmitrij Gołowastow | ZSRR              | DNF   |       |

Bieg 3
| Miejsce | Zawodnik        | Państwo                              | Wynik | Uwagi |
| ------- | --------------- | ------------------------------------ | ----- | ----- |
| 1.      | Charles Jenkins | Stany Zjednoczone                    | 47,17 |       |
| 2.      | Devon Morris    | Jamajka                              | 47,28 |       |
| 3.      | Amar Hecini     | Algieria                             | 47,95 |       |
| 4.      | Inaldo Sena     | Brazylia                             | 49,49 |       |
| –       | Desi Wynter     | Wyspy Dziewicze Stanów Zjednoczonych | DSQ   |       |
| –       | Morris Okinda   | Tanzania                             | DNS   |       |

Bieg 4
| Miejsce | Zawodnik           | Państwo           | Wynik | Uwagi |
| ------- | ------------------ | ----------------- | ----- | ----- |
| 1.      | Alvin Daniel       | Trynidad i Tobago | 47,19 |       |
| 2.      | Antonio Sánchez    | Hiszpania         | 47,33 |       |
| 3.      | Mark Garner        | Australia         | 47,52 |       |
| 4.      | Abdelali Kasbane   | Maroko            | 47,56 | NR    |
| 5.      | Roberto Bortolotto | Brazylia          | 49,07 |       |
| –       | Ahmed Ghanem       | Egipt             | DNS   |       |

### Półfinały
Źródło: 
Bieg 1
| Miejsce | Zawodnik         | Państwo           | Wynik | Uwagi |
| ------- | ---------------- | ----------------- | ----- | ----- |
| 1.      | Devon Morris     | Jamajka           | 46,30 |       |
| 2.      | Charles Jenkins  | Stany Zjednoczone | 46,55 |       |
| 3.      | Cayetano Cornet  | Hiszpania         | 46,69 |       |
| 4.      | Abdelali Kasbane | Maroko            | 47,05 | NR    |
| 5.      | Mark Garner      | Australia         | 47,06 |       |
| –       | Ian Morris       | Trynidad i Tobago | DNF   |       |

Bieg 2
| Miejsce | Zawodnik        | Państwo           | Wynik | Uwagi |
| ------- | --------------- | ----------------- | ----- | ----- |
| 1.      | Samson Kitur    | Kenia             | 46,43 | NR    |
| 2.      | Howard Burnett  | Jamajka           | 46,62 |       |
| 3.      | Alvin Daniel    | Trynidad i Tobago | 47,03 |       |
| 4.      | Paul Greene     | Australia         | 47,20 |       |
| 5.      | Raymond Pierre  | Stany Zjednoczone | 47,51 |       |
| 6.      | Antonio Sánchez | Hiszpania         | 47,59 |       |

### Finał
Źródło: 
| Miejsce | Zawodnik        | Państwo           | Wynik   | Uwagi |
| ------- | --------------- | ----------------- | ------- | ----- |
| 01 !    | Devon Morris    | Jamajka           | 46,17   | PB    |
| 02 !    | Samson Kitur    | Kenia             | 46,21   | NR    |
| 03 !    | Cayetano Cornet | Hiszpania         | 46,52   |       |
| 4.      | Charles Jenkins | Stany Zjednoczone | 47,18   |       |
| 5.      | Howard Burnett  | Jamajka           | 47,84   |       |
| 6.      | Alvin Daniel    | Trynidad i Tobago | 1:32,39 |       |